# Nombres 1 000 à 1 999
Pour les années, voir  1000, 1000 av. J.-C., IIe millénaire et IIe millénaire av. J.-C.
Cet article recense quelques entiers naturels ayant des propriétés remarquables et inclus dans l'intervalle allant de 1 000 et 1 999, tous deux inclus.
Remarque : en particulier, tous les nombres premiers de cet intervalle sont mentionnés.

## 1001-1249
1 000 - Le cube du nombre 10, « M » en numération romaine 
1 001 - 0541568177 (7 x 11 x 13), nombre pentagonal, nombre pentatopique
1 002 - nombre sphénique, zéro de la fonction de Mertens; se factorise en 6 × 167
1 005 - zéro de la fonction de Mertens; se factorise en 15 × 67
1 008 - divisible par le nombre π(1008) de nombres premiers inférieurs à lui; se factorise en 16 × 63
1 009 - plus petit nombre premier supérieur à 1000
1 010 - zéro de la fonction de Mertens; se factorise en 10 × 101
1 013 - nombre premier de Sophie Germain, nombre carré centré, zéro de la fonction de Mertens
1 014 - zéro de la fonction de Mertens; se factorise en 6 × 13 2
1 015 - nombre pyramidal carré; se factorise en 29 × 35
1 018 - zéro de la fonction de Mertens; se factorise en 2 × 509
1 019 - nombre premier de Sophie Germain, nombre premier sûr
1 021 - nombre premier
1 023 - le plus grand nombre qu’on peut compter sur ses doigts en utilisant le système binaire; se factorise en 31 × 33
1 024 - puissance de deux, 322, habituellement, la quantité d'octets dans un kilooctet (en 1999, la Commission électrotechnique internationale (CEI) proposa d'utiliser l'expression kibioctet pour désigner 1 024 octets (210 = 1024) et kilooctet représentant 1 000 octets (103 = 1000). Cette norme est actuellement peu respectée). Un nombre RSA.
1 027 - somme des carrés des huit premiers nombres premiers; se factorise en 13 × 79
1 031 - nombre premier de Sophie Germain
1 033 - nombre premier
1 035 - nombre hexagonal; se factorise en 23 × 45
1 039 - nombre premier
1 049 - nombre premier de Sophie Germain, nombre hautement cototient
1 051 - nombre premier, nombre pentagonal centré
1 056 - nombre oblong; se factorise en 32 × 33
1 060 - somme des vingt-cinq premiers nombres premiers; se factorise en 20 × 53
1 061 - nombre premier
1 063 - nombre premier
1 069 - nombre premier
1 071 - nombre heptagonal; se factorise en 17 × 63
1 072 - nombre heptagonal centré; se factorise en 16 × 67
1 079 - tout entier naturel est la somme d'au plus 1079 puissance dixièmes; se factorise en 13 × 83
1 080 - nombre pentagonal; se factorise en 40 × 27
1 081 - nombre triangulaire; se factorise en 23 × 47
1 086 - nombre de Smith; se factorise en 6 × 181
1 087 - nombre premier de Chen, nombre premier cousin et nombre chanceux
1 089 - 33 2 (donc nombre octogonal centré), nombre ennéagonal
1 091 - nombre premier cousin et jumeau
1 092 - divisible par le nombre π(1092) de nombres premiers strictement inférieurs à lui; se factorise en 12 × 91
1 093 - nombre premier de Wieferich, nombre premier jumeau, nombre premier brésilien car 1093 = 11111113 et nombre étoilé
1 097 - nombre premier
1 103 - nombre premier de Sophie Germain
1 104 - nombre de Keith; se factorise en 23 × 48
1 105 - nombre de Carmichael, constante magique du carré magique n × n et du problème des n dames pour n = 13, nombre décagonal, nombre carré centré, plus petit nombre égal à la somme de deux carrés d'entiers positifs ou nuls de quatre façons différentes : 42 + 332 = 92 + 322 = 122 + 312 = 232 + 242; se factorise en 5 × 13 × 17
1 109 - nombre premier
1 116 - divisible par le nombre nombre π(1116) de nombres premiers inférieurs à lui; se factorise en 31 × 36
1 117 - nombre premier
1 122 - nombre oblong, divisible par le nombre nombre π(1122) de nombres premiers inférieurs à lui; se factorise en 33 × 34
1 123 - nombre premier
1 128 - nombre hexagonal, divisible par le nombre nombre π(1128)de nombres premiers inférieurs à lui; se factorise en 24 × 47
1 129 - nombre premier
1 134 - divisible par le nombre nombre π(1134) de nombres premiers inférieurs à lui; se factorise en 14 × 81
1 140 - nombre tétraédrique; se factorise en 19 × 60
1 151 - nombre premier
1 152 - nombre hautement totient; se factorise en 2 7 × 9
1 153 - nombre premier
1 156 - 34 2, nombre octaédrique, nombre pentagonal centré
1 160 - plus grand entier pour lequel il existe une suite de +1 et -1 dont les sommes partielles restent toujours comprises entre -2 et +2 (résultat de Konev et Lisitsa de l'université de Liverpool, dans une recherche concernant la conjecture de discrépance d'Erdős démontrée depuis par Terence Tao); se factorise en 23 × 5 × 29
1 161 - somme des vingt-six premiers nombres premiers; se factorise en 27 × 43
1 162 - nombre pentagonal; se factorise en 14 × 83
1 163 - nombre premier
1 169 - nombre hautement cototient; se factorise en 7 × 167
1 171 - nombre premier
1 176 - nombre triangulaire; se factorise en 24 × 49
1 177 - nombre heptagonal; se factorise en 11 × 107
1 181 - nombre premier
1 184 - nombre amical avec 1 210; se factorise en 32 × 37
1 187 - nombre premier sûr
1 190 - nombre oblong; se factorise en 34 × 35
1 193 - nombre premier
1 197 - 43e nombre de Zuckerman, c'est-à-dire divisible par le produit de ses chiffres; se factorise en 7 × 9 × 19
1 198 - nombre heptagonal centré; se factorise en 2 × 599
1 201 - nombre premier, nombre carré centré
1 210 - nombre amical avec 1 184; se factorise en 11 × 110
1 213 - nombre premier
1 216 - nombre ennéagonal; se factorise en 2 6 × 19
1 217 - nombre premier
1 219 - zéro de la fonction de Mertens
1 220 - zéro de la fonction de Mertens
1 223 - nombre premier de Sophie Germain
1 225 - 35 2 et 49e nombre triangulaire (donc nombre octogonal centré, nombre triangulaire carré, 25e nombre hexagonal et 17e nombre ennéagonal centré) ;
1 229 - nombre premier de Sophie Germain
1 231 - nombre premier
1 233 - 12 2 + 33 2
1 237 - nombre premier
1 240 - nombre carré pyramidal
1 241 - nombre cubique centré
1 242 - nombre décagonal
1 247 - nombre pentagonal
1 249 - nombre premier

## 1250-1499
1 255 - zéro de la fonction de Mertens; se factorise en 5 × 251
1 256 - zéro de la fonction de Mertens; se factorise en 8 × 157
1 258 - zéro de la fonction de Mertens; se factorise en 34 × 37
1 259 - nombre premier, nombre hautement cototient
1 260 - nombre hautement composé, nombre oblong, nombre vampire; se factorise en 35 × 36
1 261 - nombre étoilé, zéro de la fonction de Mertens; se factorise en 13 × 97
1 264 - somme des vingt-sept premiers nombres premiers; se factorise en 2 × 631
1 266 - nombre pentagonal centré, zéro de la fonction de Mertens; se factorise en 6 × 211
1 270 - zéro de la fonction de Mertens; se factorise en 10 × 127
1 277 - nombre premier
1 279 - nombre premier, zéro de la fonction de Mertens
1 280 - zéro de la fonction de Mertens; se factorise en 5 × 2 8
1 282 - zéro de la fonction de Mertens; se factorise en 2 × 641
1 283 - nombre premier sûr
1 285 - zéro de la fonction de Mertens; se factorise en 5 × 257
1 288 - nombre heptagonal; se factorise en 8 × 7 × 23
1 289 - nombre premier de Sophie Germain, zéro de la fonction de Mertens
1 291 - nombre premier, zéro de la fonction de Mertens
1 292 - zéro de la fonction de Mertens; se factorise en 4 × 17 × 19
1 296 - 362, 64, somme des cubes des entiers de 1 à 8
1 297 - nombre premier, zéro de la fonction de Mertens
1 299 - zéro de la fonction de Mertens; se factorise en 3 × 433
1 300 - zéro de la fonction de Mertens; se factorise en 25 × 52
1 301 - nombre premier, nombre carré centré
1 302 - zéro de la fonction de Mertens; se factorise en 31 × 42
1 303 - nombre premier
1 306 - zéro de la fonction de Mertens; se factorise en 2 × 653
1 307 - nombre premier sûr
1 318 - zéro de la fonction de Mertens; se factorise en 2 × 659
1 319 - nombre premier sûr
1 321 - nombre premier
1 326 - nombre hexagonal, zéro de la fonction de Mertens; se factorise en 6 × 13 × 17
1 327 - nombre premier
1 329 - zéro de la fonction de Mertens; se factorise en 3 × 443
1 330 - nombre tétraédrique; se factorise en 19 × 70
1 331 - 11 3, nombre heptagonal centré
1 332 - nombre oblong, se factorise en 36 × 37
1 335 - nombre pentagonal, zéro de la fonction de Mertens; se factorise en 15 × 89
1 336 - zéro de la fonction de Mertens; se factorise en 8 × 167
1 338 - zéro de la fonction de Mertens; se factorise en 6 × 223
1 342 - zéro de la fonction de Mertens; se factorise en 22 × 61
1 349 - se factorise en 19 × 71
1 350 - nombre ennéagonal; se factorise en 22 × 61
1 361 - nombre premier
1 365 - nombre pentatopique
1 367 - nombre premier sûr
1 369 - 37 2, nombre octogonal centré; se factorise en 22 × 61
1 371 - somme des vingt-huit premiers nombres premiers; se factorise en 3 × 457
1 373 - nombre premier
1 378 - nombre triangulaire; se factorise en 26 × 53
1 379 - constante magique d'un carré magique n × n et du problème des n dames pour n = 14; se factorise en 7 × 197
1 381 - nombre premier, nombre pentagonal centré
1 387 - supernombre de Poulet, nombre décagonal; se factorise en 19 × 73
1 395 - nombre vampire; se factorise en 31 × 45
1 399 - nombre premier
1 404 - nombre heptagonal; se factorise en 4 × 13 × 27
1 405 = 262 + 272 = 72 + 82 + ... + 162, nombre carré centré; se factorise en 2 × 281
1 406 - nombre oblong, nombre semi-méandrique; se factorise en 37 × 38
1 409 - nombre premier de Sophie Germain
1 419 - nombre de Zeisel; se factorise en 33 × 43
1 423 - nombre premier
1 425 - nombre autodescriptif en base 5; se factorise en 3 × 19 × 25
1 426 - nombre pentagonal; se factorise en 31 × 46
1 427 - nombre premier
1 429 - nombre premier
1 430 - nombre de Catalan; se factorise en 11 × 130
1 431 - nombre hexagonal; se factorise en 27 × 53
1 433 - nombre premier
1 439 - nombre premier de Sophie Germain, nombre premier sûr
1 440 - nombre hautement totient, nombre polygonal à 481 côtés, le nombre de minutes dans un jour, et la taille des blocs dans une disquette standard 3,5"
1 441 - nombre étoilé; se factorise en 11 × 131
1 444 - 38 2, le plus petit nombre pandigital en chiffres romains
1 447 - nombre premier
1 451 - nombre premier de Sophie Germain
1 453 - nombre premier
1 458 - 1 + 4 + 5 + 8 = 18 et 18 × 81 = 1 458 (voir 1 729 (nombre)); se factorise en 2 × 3 6
1 459 - nombre premier
1 469 - nombre octaédrique, nombre hautement cototient; se factorise en 13 × 113
1 470 - nombre pyramidal pentagonal; se factorise en 30 × 49
1 471 - nombre premier, nombre heptagonal centré
1 480 - somme des vingt-neuf premiers nombres premiers; se factorise en 40 × 37
1 481 - nombre premier de Sophie Germain
1 482 - nombre oblong; se factorise en 38 × 39
1 483 - nombre premier (1 483 = 33 + 53 + 113)
1 485 - nombre triangulaire; se factorise en 27 × 55
1 487 - nombre premier sûr
1 489 - nombre premier
1 490 - nombre Tetranacci; se factorise en 10 × 149
1 491 - nombre ennéagonal, zéro de la fonction de Mertens; se factorise en 21 × 71
1 492 - zéro de la fonction de Mertens; se factorise en 4 × 373
1 493 - nombre premier de Stern
1 496 - nombre carré pyramidal; se factorise en 8 × 11 × 17
1 499 - nombre premier de Sophie Germain

## 1500-1749
1 501 - nombre pentagonal centré; se factorise en 19 × 79
1 511 - nombre premier de Sophie Germain, nombre premier équilibré
1 513 - nombre carré centré; se factorise en 17 × 89
1 518 - zéro de la fonction de Mertens; se factorise en 23 × 66
1 519 - zéro de la fonction de Mertens; se factorise en 31 × 49
1 520 - nombre pentagonal, zéro de la fonction de Mertens, forme une paire de Ruth-Aaron avec 1521 selon la deuxième définition; se factorise en 19 × 80
1 521 - zéro de la fonction de Mertens, 392, nombre octogonal centré, forme une paire de Ruth-Aaron avec 1520 selon la deuxième définition; se factorise en 9 × 13 2
1 523 - zéro de la fonction de Mertens, nombre premier sûr
1 524 - zéro de la fonction de Mertens; se factorise en 12 × 127
1 525 - nombre heptagonal, zéro de la fonction de Mertens; se factorise en 25 × 61
1 527 - zéro de la fonction de Mertens; se factorise en 3 × 509
1 528 - zéro de la fonction de Mertens; se factorise en 8 × 191
1 530 - nombre vampire; se factorise en 9 × 170
1 531 - nombre premier, zéro de la fonction de Mertens
1 532 - zéro de la fonction de Mertens; se factorise en 4 × 383
1 535 - nombre de Thabit; se factorise en 5 × 307
1 536 - nombre RSA; se factorise en 2 9 × 3
1 537 - nombre de Keith, zéro de la fonction de Mertens; se factorise en 29 × 53
1 540 - 55e nombre triangulaire (donc 28e nombre hexagonal et 19e nombre ennéagonal centré), 20e nombre décagonal, 20e nombre tétraédrique; se factorise en 11 × 140
1 543 - nombre premier, zéro de la fonction de Mertens
1 544 - zéro de la fonction de Mertens; se factorise en 8 × 193
1 546 - zéro de la fonction de Mertens; se factorise en 2 × 773
1 549 - nombre premier
1 553 - nombre premier
1 556 - somme des carrés des neuf premiers nombres premiers; se factorise en 4 × 389
1 559 - nombre premier de Sophie Germain
1 560 - nombre oblong; se factorise en 39 × 40
1 567 - nombre premier
1 571 - nombre premier
1 575 - nombre abondant impair; se factorise en 7 × 9 × 25
1 579 - nombre premier
1 583 - nombre premier de Sophie Germain
1 593 - somme des trente premiers nombres premiers; se factorise en 27 × 59
1 596 - nombre triangulaire; se factorise en 7 × 12 × 19
1 597 - nombre premier reimerp, nombre de Fibonacci, nombre de Markov
1 601 - nombre premier de Sophie Germain, le roman 1601 de Mark Twain
1 607 - nombre premier
1 609 - nombre premier
1 613 - nombre premier
1 617 - nombre pentagonal; se factorise en 33 × 49
1 618 - nombre heptagonal centré; se factorise en 2 × 809
1 619 - nombre premier sûr
1 621 - nombre premier
1 625 - nombre carré centré; se factorise en 13 × 125
1 626 - nombre pentagonal centré; se factorise en 6 × 271
1 627 - nombre premier
1 633 - nombre étoilé; se factorise en 23 × 71
1 637 - nombre premier
1 638 - nombre à moyenne harmonique entière; se factorise en 9 × 13 × 14
1 639 - nombre ennéagonal; se factorise en 11 × 149
1 640 - nombre oblong; se factorise en 40 × 41
1 649 - nombre hautement cototient; se factorise en 17 × 97
1 651 - nombre heptagonal; 13 × 127
1 653 - nombre hexagonal; se factorise en 3 × 19 × 29
1 657 - nombre premier cubain
1 663 - nombre premier
1 666 - le plus grand nombre pandigital efficient en chiffres romains (chaque symbole occupe exactement une fois); se factorise en 34 × 49
1 667 - nombre premier
1 669 - nombre premier
1 679 - nombre hautement cototient; se factorise en 23 × 73
1 680 - nombre hautement composé; se factorise en 16 × 105
1 681 - 412, le plus petit nombre de la forme n2 + n + 41 qui n'est pas un nombre premier, nombre octogonal centré, nombre carrément carré
1 693 - nombre premier
1 695 - constante magique du carré magique n × n et du Problème des n dames pour n = 15; se factorise en 15 × 113
1 697 - nombre premier
1 699 - nombre premier
1 701 - nombre décagonal, le n° de vaisseau du Starship Enterprise dans Star Trek; se factorise en 3 5 × 7
1 705 - nombre de Tribonacci; se factorise en 31 × 55
1 709 - nombre premier
1 711 - nombre triangulaire; se factorise en 29 × 59
1 717 - nombre pentagonal; se factorise en 17 × 101
1 720 - somme des trente-et-un premiers nombres premiers; se factorise en 40 × 43
1 721 - nombre premier
1 722 - nombre de Giuga, nombre oblong; se factorise en 41 × 42
1 723 - nombre premier
1 728 - cube de 12 et donc, le nombre de pouces cubes dans un pied cube
1 729 - nombre taxicab, nombre de Carmichael, nombre de Zeisel, nombre cubique centré. Dans le développement décimal de e, la place où l'on trouve pour la première fois les dix chiffres placés en suite, le nombre de représentations atteintes par l'opéra rock Hair en 1979; se factorise en 7 × 13 × 19
1 733 - nombre premier de Sophie Germain
1 741 - nombre premier, nombre carré centré
1 747 - nombre premier

## 1750-1999
1 753 - nombre premier
1 756 - nombre pentagonal centré; se factorise en 4 × 439
1 759 - nombre premier
1 764 - 42 2
1 770 - nombre hexagonal; se factorise en 30 × 59
1 771 - nombre tétraédrique; se factorise en 23 × 77
1 772 - nombre heptagonal centré; se factorise en 4 × 433
1 777 - nombre premier
1 782 - nombre heptagonal; se factorise en 22 × 81
1 783 - nombre premier
1 785 - nombre carré pyramidal; se factorise en 7 × 15 × 17
1 787 - nombre premier
1 789 - nombre premier
1 791 - le plus grand entier naturel qui ne peut pas être exprimé comme la somme d'au plus quatre nombres hexagonaux; se factorise en 9 × 199
1 792 - se factorise en 2 8 × 7
1 794 - nombre ennéagonal; se factorise en 6 × 13 × 23
1 800 - nombre pyramidal pentagonal, dans le Don Giovanni de Da Ponte, le nombre de femmes avec lesquelles Don Giovanni a « dormi » jusqu'à ce qu'il soit confronté par Donna Elvira, selon le contrôle de Leporello; se factorise en 25 × 72
1 801 - nombre premier cubain
1 806 - nombre oblong; se factorise en 42 × 43
1 811 - nombre premier de Sophie Germain
1 820 - nombre pentagonal, nombre pentatopique; se factorise en 7 × 13 × 20
1 823 - nombre premier sûr
1 827 - nombre vampire; se factorise en 29 × 63
1 828 - nombre méandrique, nombre méandrique ouvert; se factorise en 4 × 457
1 830 - nombre triangulaire; se factorise en 30 × 61
1 831 - nombre premier
1 834 - nombre octaédrique, somme des cubes des cinq premiers nombres premiers; se factorise en 14 × 131
1 836 - facteur par lequel un proton est plus massif qu'un électron; se factorise en 4 × 17 × 27
1 837 - nombre étoilé; se factorise en 11 × 167
1 841 - zéro de la fonction de Mertens; se factorise en 7 × 263
1 843 - zéro de la fonction de Mertens; se factorise en 4 × 461
1 844 - zéro de la fonction de Mertens; se factorise en 3 × 17 × 37
1 845 - zéro de la fonction de Mertens; se factorise en 41 × 45
1 847 - nombre premier
1 849 - 43 2, nombre octogonal centré
1 851 - somme des trente-deux premiers nombres premiers; se factorise en 3 × 617
1 853 - zéro de la fonction de Mertens; se factorise en 17 × 109
1 854 - zéro de la fonction de Mertens; se factorise en 18 × 103
1 857 - zéro de la fonction de Mertens; se factorise en 3 × 619
1 861 - nombre premier, nombre carré centré, zéro de la fonction de Mertens
1 862 - zéro de la fonction de Mertens; se factorise en 38 × 49
1 863 - zéro de la fonction de Mertens; se factorise en 23 × 81
1 864 - zéro de la fonction de Mertens; se factorise en 8 × 233
1 866 - zéro de la fonction de Mertens; se factorise en 6 × 311
1 867 - nombre premier
1 870 - nombre décagonal; se factorise en 11 × 170
1 871 - nombre premier
1 873 - nombre premier
1 877 - nombre premier
1 879 - nombre premier
1 880 - se factorise en 40 × 47
1 881 - se factorise en 9 × 11 × 19
1 882 - se factorise en 2 × 941
1 883 - se factorise en 7 × 269
1 884 - se factorise en 12 × 157
1 885 - nombre de Zeisel; se factorise en 5 × 13 × 29
1 886 - se factorise en 41 × 46
1 887 - se factorise en 3 × 17 × 37
1 888 - se factorise en 32 × 59
1 889 - nombre premier de Sophie Germain, nombre hautement cototient
1 890 - se factorise en 27 × 70
1 891 - 61e nombre triangulaire (donc 31e nombre hexagonal et 21e nombre ennéagonal centré), nombre pentagonal centré; se factorise en 31 × 61
1 892 - nombre oblong; se factorise en 4 × 11 × 43
1 897 - se factorise en 7 × 271
1 898 - se factorise en 26 × 73
1 899 - se factorise en 9 × 211
1 900 - se factorise en 25 × 76
1 901 - nombre premier de Sophie Germain
1 902 - se factorise en 6 × 317
1 903 - se factorise en 11 × 173
1 904 - se factorise en 7 × 16 × 17
1 905 - se factorise en 15 × 127
1 906 - se factorise en 2 × 953
1 907 - nombre premier sûr
1 908 - se factorise en 36 × 53
1 909 - se factorise en 23 × 83
1 911 - se factorise en 3 × 13 × 49
1 912 - se factorise en 8 × 239
1 913 - nombre premier
1 914 - se factorise en 29 × 66
1 915 - se factorise en 5 × 383
1 916 - se factorise en 4 × 479
1 917 - se factorise en 27 × 71
1 918 - nombre heptagonal; se factorise en 14 × 137
1 919 - se factorise en 19 × 101
1 920 - se factorise par exemble en 15 × 128
1 921 - se factorise en 17 × 113
1 922 - se factorise en 2 × 31 2
1 923 - se factorise en 3 × 641
1 924 - se factorise en 4 × 13 × 37
1 925 - se factorise en 25 × 77
1 926 - nombre pentagonal; se factorise en 18 × 107
1 927 - se factorise en 41 × 47
1 928 - se factorise en 8 × 241
1 929 - zéro de la fonction de Mertens; se factorise en 3 × 643
1 931 - nombre premier de Sophie Germain
1 932 - se factorise en 7 × 12 × 23
1 933 - nombre premier, nombre heptagonal centré
1 934 - se factorise en 2 × 967
1 936 - 44 2
1 937 - se factorise en 13 × 149
1 938 - zéro de la fonction de Mertens; se factorise en 6 × 17 × 19
1 939 - se factorise en 7 × 277
1 940 - se factorise en 20 × 97
1 941 - se factorise en 3 × 647
1 942 - se factorise en 2 × 971
1 943 - se factorise en 29 × 67
1 944 - se factorise en 8 × 243
1 945 - se factorise en 5 × 389
1 946 - se factorise en 14 × 139
1 947 - se factorise en 33 × 59
1 948 - se factorise en 4 × 487
1 949 - nombre premier
1 950 - se factorise en 13 × 150
1 951 - nombre premier cubain
1 952 - se factorise en 32 × 61
1 953 - nombre triangulaire; se factorise en 31 × 63
1 954 - se factorise en 2 × 977
1 955 - se factorise en 5 × 17 × 23
1 956 - nombre ennéagonal; se factorise en 12 × 163
1 957 - se factorise en 19 × 103
1 958 - se factorise en 22 × 59
1 959 - se factorise en 3 × 653
1 960 - se factorise en 14 × 140
1 961 - se factorise en 37 × 73
1 962 - se factorise en 18 × 109
1 963 - se factorise en 37 × 73
1 964 - se factorise en 4 × 491
1 965 - se factorise en 15 × 131
1 966 - se factorise en 2 × 983
1 967 - se factorise en 7 × 281
1 968 - se factorise en 41 × 48
1 969 - se factorise en 11 × 179
1 970 - se factorise en 10 × 197
1 971 - se factorise en 27 × 53
1 972 - se factorise en 29 × 68
1 973 - nombre premier de Sophie Germain
1 974 - se factorise en 42 × 47
1 975 - se factorise en 25 × 79
1 976 - se factorise en 8 × 13 × 19
1 977 - se factorise en 3 × 659
1 978 - se factorise en 43 × 46
1 979 - nombre premier
1 980 - nombre oblong: se factorise en 44 × 45
1 981 - se factorise en 7 × 283
1 982 - se factorise en 2 × 991
1 983 - se factorise en 3 × 661
1 984 - se factorise en 31 × 64
1 985 - nombre carré centré: se factorise en 5 × 397
1 986 - se factorise en 6 × 331
1 987 - nombre premier
1 988 - somme des trente-trois premiers nombres premiers; se factorise en 28 × 71
1 989 - se factorise en 9 × 13 × 17
1 990 - se factorise en 10 × 199
1 991 - se factorise en 11 × 181
1 992 - se factorise en 24 × 83
1 993 - nombre premier
1 994 - se factorise en 2 × 997
1 995 - se factorise en 7 × 15 × 19
1 996 - se factorise en 4 × 499
1 997 - nombre premier
1 998 - se factorise en 2 × 27 × 37
1 999 - nombre premier